# Malaconothrus geminus
Malaconothrus geminus är en kvalsterart som beskrevs av Hammer 1972. Malaconothrus geminus ingår i släktet Malaconothrus och familjen Malaconothridae. Inga underarter finns listade i Catalogue of Life.